# Trump World Tower
La Trump World Tower è un grattacielo residenziale di lusso situato all'845 United Nations Plaza a New York, nel quartiere Turtle Bay di Manhattan. La costruzione, ideata da Donald Trump, è iniziata nel 1999 e si è conclusa nel 2001.

## Architettura
La Trump World Tower ha 376 unità. Progettata dall'architetto Costas Kondylis, l'edificio è alto 262 m, ma i registri del Dipartimento degli Edifici di New York City riportano una quota diversa, pari a 257 m. Ha 72 piani; l'ultimo piano è etichettato 90, poiché Trump ha calcolato il numero dei piani basandosi sull'altezza dell'edificio, dichiarata in 270 m, e poi dividendo quella cifra per 3. Le facciate a cortina sono in vetro scuro color bronzo. La torre ha una pianta rettangolare, misura 23 per 44 m con un rapporto di snellezza di 11:1. Le ampie finestre risultanti consentono ampie viste sull'East River e su Midtown Manhattan. L'edificio è costruito in cemento per aumentare la sua resistenza al vento.

## Storia
Nel 1961, sul sito fu costruito lo United Engineering Center, un edificio di 18 piani. Il centro fu demolito per far posto alla Trump World Tower. Nel 1997, Donald Trump e i suoi soci, tra cui la Daewoo Corp., un chaebol sudcoreano, firmarono un accordo per l'acquisto del sito dagli United Engineering Trustees per 52 milioni di dollari. Trump acquisì anche i diritti aerei inutilizzati di almeno sette proprietà adiacenti di bassa altezza, in particolare due edifici in pietra arenaria, la Chiesa della Sacra Famiglia e la Japan Society. La demolizione iniziò nell'ottobre 1998.
Prima della costruzione, molti vicini, tra cui il giornalista veterano Walter Cronkite, si opposero all'edificio a causa della sua altezza e della mancanza di elementi esterni distintivi. Tra le preoccupazioni c'era che questa torre avrebbe sovrastato la sede centrale delle Nazioni Unite dall'altra parte della strada, in particolare il Palazzo del Segretariato delle Nazioni Unite. I vicini dell'East Side che si opponevano al progetto raccolsero 400.000 dollari nel tentativo di respingerlo, con il gestore di investimenti e filantropo Alberto Vilar che contribuì con 100.000 dollari. Gli oppositori sostenevano che il progetto avrebbe bloccato la vista, era esteticamente sgradevole, violava le leggi urbanistiche e non era in linea con il quartiere circostante. Anche la Municipal Art Society contestò il progetto per motivi di inquinamento atmosferico. Gli oppositori persero la loro battaglia in tribunale statale.